# DJK Gütersloh/Saison 1975/76
Die DJK Gütersloh Saison 1975/76 war die 13. Spielzeit des Fußballvereins aus Gütersloh, Nordrhein-Westfalen, nach der Fusion der DJK Blau-Weiß Gütersloh und der DJK Gütersloh-Süd im Jahr 1963. In dieser Saison wurde der Verein Tabellenneunzehnter in der 2. Fußball-Bundesliga und stieg nach zwei Jahren in dieser Spielklasse wieder ab. Im DFB-Pokal schied der Verein gegen den Ligakonkurrenten Arminia Bielefeld im Ostwestfalenderby in der 3. Runde aus. Der im Jahr 1978 durch die Fusion aus der DJK Gütersloh und des SVA Gütersloh entstandene FC Gütersloh erreichte 20 Jahre später die 2. Bundesliga.

## Transfers
| Zugänge     | Zugänge           | Zugänge              | Zugänge   |
| Datum       | Spieler           | abgebender Verein    | Anmerkung |
| ----------- | ----------------- | -------------------- | --------- |
| Sommerpause | Harry Fechner     | VfL Bochum           | Leihe     |
| Sommerpause | Alois Fortkord    | eigene Jugend        |           |
| Sommerpause | Peter Hillebrandt | Eintracht Heessen    |           |
| Sommerpause | Pedro Milašinčić  | Preußen Münster      |           |
| Sommerpause | Michael Pyka      | SpVgg Preußen Hameln |           |
| Sommerpause | Norbert Röwekamp  | TSG Rheda            |           |

| Abgänge     | Abgänge             | Abgänge                | Abgänge   |
| Datum       | Spieler             | aufnehmender Verein    | Anmerkung |
| ----------- | ------------------- | ---------------------- | --------- |
| Sommerpause | Ulrich Braun        | SC Oberbecksen         |           |
| Sommerpause | Heinz Diesen        | unbekannt              |           |
| Sommerpause | Lutz Gärtner        | unbekannt              |           |
| Sommerpause | Karl-Heinz Granitza | SV Röchling Völklingen |           |
| Sommerpause | Dieter Meis         | Preußen Münster        |           |
| Sommerpause | Hans-Jürgen Neisen  | SVA Gütersloh          |           |

## Kader in der Saison 1975/76
|  | Deutschland | Ulrich Granzow | 28.04.1952 |
|  | Deutschland | Dietmar Wiese  | 03.05.1956 |

|  | Deutschland | Eduard Angele          | 10.12.1951 |
|  | Deutschland | Harry Fechner          | 04.05.1950 |
|  | Deutschland | Wolfgang Grübel        | 23.02.1956 |
|  | Deutschland | Jürgen Klein           | 22.12.1949 |
|  | Deutschland | Karl-Heinz Nonnenbruch | 24.07.1941 |
|  | /           | Walter Oswald          | 08.10.1955 |
|  | Deutschland | Michael Piwowarski     | 14.11.1948 |

|  | Deutschland | Hans-Georg Brinkrolf | 25.02.1956 |
|  | Deutschland | Peter Hillebrandt    | 08.02.1948 |
|  | Deutschland | Michael Pyka         | 25.01.1954 |
|  | Deutschland | Peter Riediger       | 06.08.1950 |
|  | Deutschland | Gerd Roggensack      | 05.10.1941 |
|  | Deutschland | Norbert Röwekamp     | 24.07.1949 |

|  | Deutschland                                    | Heribert Bruchhagen | 04.09.1948 |
|  | Deutschland                                    | Alois Fortkord      | 20.09.1956 |
|  | Deutschland                                    | Peter Füllbier      | 08.01.1947 |
|  | Jugoslawien Sozialistische Föderative Republik | Pedro Milašinčić    | 20.06.1952 |
|  | Deutschland                                    | Heinz Rudloff       | 31.05.1949 |
|  | Deutschland                                    | Wolfgang Rummenigge | 19.11.1951 |

## Saison

### 2. Bundesliga
| Spieltag | Datum              | Gegner                 | Ort      | Ergebnis | Tor(e) für die DJK Gütersloh            |
| -------- | ------------------ | ---------------------- | -------- | -------- | --------------------------------------- |
| 1        | 10. August 1975    | Bayer 04 Leverkusen    | Heim     | 3:1      | Riediger, Klein, Nonnenbruch            |
| 2        | 17. August 1975    | Schwarz-Weiß Essen     | Auswärts | 0:2      |                                         |
| 3        | 20. August 1975    | Westfalia Herne        | Heim     | 1:2      | Nonnenbruch                             |
| 4        | 23. August 1975    | Arminia Bielefeld      | Auswärts | 0:2      |                                         |
| 5        | 30. August 1975    | VfL Osnabrück          | Heim     | 4:2      | Füllbier (2×), Roggensack, Nonnenbruch  |
| 6        | 6. September 1975  | Wacker 04 Berlin       | Auswärts | 1:2      | Roggensack                              |
| 7        | 13. September 1975 | Tennis Borussia Berlin | Heim     | 2:4      | Rummenigge (2×)                         |
| 8        | 20. September 1975 | Wuppertaler SV         | Auswärts | 1:4      | Rummenigge                              |
| 9        | 28. September 1975 | 1. FC Mülheim          | Heim     | 1:1      | Roggensack                              |
| 10       | 5. Oktober 1975    | Alemannia Aachen       | Auswärts | 1:2      | Rummenigge                              |
| 11       | 26. Oktober 1975   | Borussia Dortmund      | Heim     | 0:2      |                                         |
| 12       | 2. November 1975   | SG Wattenscheid 09     | Auswärts | 1:4      | Oswald                                  |
| 13       | 8. November 1975   | 1. SC Göttingen 05     | Auswärts | 1:2      | Rudloff                                 |
| 14       | 15. November 1975  | SC Fortuna Köln        | Heim     | 3:2      | Oswald, Rudloff (2×)                    |
| 15       | 22. November 1975  | SpVgg Erkenschwick     | Auswärts | 1:3      | Oswald                                  |
| 16       | 29. November 1975  | Spandauer SV           | Heim     | 4:0      | Roggensack, Bruchhagen (2×), Rudloff    |
| 17       | 10. Januar 1976 1  | SG Union Solingen      | Auswärts | 1:0      | Füllbier                                |
| 18       | 3. Januar 1976 1   | Preußen Münster        | Heim     | 0:1      |                                         |
| 19       | 27. Dezember 1975  | FC St. Pauli           | Auswärts | 1:2      | Rummenigge                              |
| 20       | 17. Januar 1976    | Bayer 04 Leverkusen    | Auswärts | 2:3      | Pyka, Rudloff                           |
| 21       | 25. Januar 1976    | Schwarz-Weiß Essen     | Heim     | 0:2      |                                         |
| 22       | 8. Februar 1976    | Westfalia Herne        | Auswärts | 1:0      | Rudloff                                 |
| 23       | 3. April 1976 1    | Arminia Bielefeld      | Heim     | 0:2      |                                         |
| 24       | 22. Februar 1976   | VfL Osnabrück          | Auswärts | 1:3      | Rudloff                                 |
| 25       | 6. März 1976       | Wacker 04 Berlin       | Heim     | 1:0      | Bruchhagen                              |
| 26       | 14. März 1976      | Tennis Borussia Berlin | Auswärts | 1:0      | Roggensack                              |
| 27       | 21. März 1976      | Wuppertaler SV         | Heim     | 0:5      |                                         |
| 28       | 27. März 1976      | 1. FC Mülheim          | Auswärts | 1:2      | Rummenigge                              |
| 29       | 10. April 1976     | Alemannia Aachen       | Heim     | 2:1      | Milašinčić, Klein                       |
| 30       | 17. April 1976     | Borussia Dortmund      | Auswärts | 1:2      | Fechner                                 |
| 31       | 2. Mai 1976 1      | SG Wattenscheid 09     | Heim     | 1:2      | Rudloff                                 |
| 32       | 24. April 1976     | 1. SC Göttingen 05     | Heim     | 1:0      | Bruchhagen                              |
| 33       | 15. Mai 1976       | SC Fortuna Köln        | Auswärts | 0:2      |                                         |
| 34       | 23. Mai 1976       | SpVgg Erkenschwick     | Heim     | 4:0      | Rudloff, Milašinčić, Rummenigge, Pyka   |
| 35       | 26. Mai 1976       | Spandauer SV           | Auswärts | 1:1      | Rudloff                                 |
| 36       | 30. Mai 1976       | SG Union Solingen      | Heim     | 3:1      | Rudloff, Rummenigge, Angele             |
| 37       | 5. Juni 1976       | Preußen Münster        | Auswärts | 2:2      | Rudloff, Fortkord                       |
| 38       | 13. Juni 1976      | FC St. Pauli           | Heim     | 4:4      | Bruchhagen, Rudloff, Rummenigge, Oswald |

### Abschlusstabelle
| Pl. | Verein                     | Sp. | S  | U  | N  | Tore    | Diff. | Punkte |
| --- | -------------------------- | --- | -- | -- | -- | ------- | ----- | ------ |
| 1.  | Tennis Borussia Berlin (A) | 38  | 25 | 4  | 9  | 086:430 | +43   | 54:22  |
| 2.  | Borussia Dortmund          | 38  | 22 | 8  | 8  | 093:370 | +56   | 52:24  |
| 3.  | Preußen Münster            | 38  | 20 | 9  | 9  | 065:420 | +23   | 49:27  |
| 4.  | SC Fortuna Köln            | 38  | 19 | 7  | 12 | 074:490 | +25   | 45:31  |
| 5.  | Wuppertaler SV (A)         | 38  | 18 | 9  | 11 | 076:530 | +23   | 45:31  |
| 6.  | VfL Osnabrück              | 38  | 19 | 7  | 12 | 061:470 | +14   | 45:31  |
| 7.  | Schwarz-Weiß Essen         | 38  | 19 | 6  | 13 | 063:520 | +11   | 44:32  |
| 8.  | SG Wattenscheid 09         | 38  | 17 | 9  | 12 | 071:580 | +13   | 43:33  |
| 9.  | Arminia Bielefeld          | 38  | 14 | 14 | 10 | 049:460 | +3    | 42:34  |
| 10. | Westfalia Herne (N)        | 38  | 16 | 8  | 14 | 060:570 | +3    | 40:36  |
| 11. | 1. SC Göttingen 05         | 38  | 15 | 7  | 16 | 063:540 | +9    | 37:39  |
| 12. | Alemannia Aachen           | 38  | 12 | 12 | 14 | 045:530 | −8    | 36:40  |
| 13. | SG Union Solingen (N)      | 38  | 11 | 14 | 13 | 045:560 | −11   | 36:40  |
| 14. | FC St. Pauli               | 38  | 13 | 8  | 17 | 070:820 | −12   | 34:42  |
| 15. | Bayer 04 Leverkusen (N)    | 38  | 12 | 8  | 18 | 046:610 | −15   | 32:44  |
| 16. | Wacker 04 Berlin           | 38  | 11 | 9  | 18 | 051:820 | −31   | 31:45  |
| 17. | 1. FC Mülheim              | 38  | 10 | 10 | 18 | 054:760 | −22   | 30:46  |
| 18. | SpVgg Erkenschwick         | 38  | 10 | 9  | 19 | 045:690 | −24   | 29:47  |
| 19. | DJK Gütersloh              | 38  | 12 | 4  | 22 | 052:700 | −18   | 28:48  |
| 20. | Spandauer SV (N)           | 38  | 2  | 4  | 32 | 033:115 | −82   | 08:68  |

| (A) | Absteiger aus der Bundesliga 1974/75               |
| (N) | Aufsteiger aus der Ober- oder Verbandsliga 1974/75 |

### 2. Bundesliga-Tabellenverlauf
|                        | 1 | 2  | 3  | 4  | 5  | 6  | 7  | 8  | 9  | 10 | 11 | 12 | 13 | 14 | 15 | 16 | 17 | 18 | 19 | 20 | 21 | 22 | 23 | 24 | 25 | 26 | 27 | 28 | 29 | 30 | 31 | 32 | 33 | 34 | 35 | 36 | 37 | 38 |
| ---------------------- | - | -- | -- | -- | -- | -- | -- | -- | -- | -- | -- | -- | -- | -- | -- | -- | -- | -- | -- | -- | -- | -- | -- | -- | -- | -- | -- | -- | -- | -- | -- | -- | -- | -- | -- | -- | -- | -- |
| DJK Gütersloh          | 5 | 10 | 14 | 16 | 13 | 16 | 17 | 17 | 17 | 19 | 19 | 19 | 19 | 19 | 19 | 19 | 19 | 19 | 19 | 19 | 19 | 19 | 19 | 19 | 19 | 18 | 18 | 19 | 18 | 18 | 19 | 18 | 19 | 18 | 19 | 18 | 18 | 19 |
| Stand: Ende der Saison |   |    |    |    |    |    |    |    |    |    |    |    |    |    |    |    |    |    |    |    |    |    |    |    |    |    |    |    |    |    |    |    |    |    |    |    |    |    |

## DFB-Pokal
| SpVgg Andernach                                           | SpVgg Andernach | DJK Gütersloh | DJK Gütersloh |
| --------------------------------------------------------- | --- | --- | ------------- |
| SpVgg Andernach                                           | \| 1. Runde \| \| 2. August 1975 in Andernach (Stadion am Bassenheimer Weg) \| \| Ergebnis: 0:2 (0:0) \| \| Zuschauer: 800 \| \| Schiedsrichter: Rainer Boos \| \| Spielbericht \|                                                                     | \| 1. Runde \| \| 2. August 1975 in Andernach (Stadion am Bassenheimer Weg) \| \| Ergebnis: 0:2 (0:0) \| \| Zuschauer: 800 \| \| Schiedsrichter: Rainer Boos \| \| Spielbericht \| | DJK Gütersloh |
| SpVgg Andernach                                           | Ulrich Granzow – Michael Piwowarski, Karl-Heinz Nonnenbruch, Hans-Georg Brinkrolf, Walter Oswald, Wolfgang Grübel – Peter Riediger, Norbert Röwekamp (65. Jürgen Klein) – Heinz Rudloff, Heribert Bruchhagen, Peter Füllbier Cheftrainer: Rudi Schlott | | DJK Gütersloh |
| SpVgg Andernach                                           | 0:1 Jürgen Klein (67.) 0:2 Jürgen Klein (68.) | | DJK Gütersloh |
| 1. Runde                                                  | | |               |
| 2. August 1975 in Andernach (Stadion am Bassenheimer Weg) | | |               |
| Ergebnis: 0:2 (0:0)                                       | | |               |
| Zuschauer: 800                                            | | |               |
| Schiedsrichter: Rainer Boos                               | | |               |
| Spielbericht                                              | | |               |

| TSV Kücknitz                      | TSV Kücknitz | DJK Gütersloh | DJK Gütersloh |
| --------------------------------- | --- | --- | ------------- |
| TSV Kücknitz                      | \| 2. Runde \| \| 18. Oktober 1975 \| \| Ergebnis: 0:1 (0:1) \| \| Zuschauer: 3.200 \| \| Schiedsrichter: Hans-Jürgen Kopka \| \| Spielbericht \| | \| 2. Runde \| \| 18. Oktober 1975 \| \| Ergebnis: 0:1 (0:1) \| \| Zuschauer: 3.200 \| \| Schiedsrichter: Hans-Jürgen Kopka \| \| Spielbericht \| | DJK Gütersloh |
| TSV Kücknitz                      | Ulrich Granzow – Karl-Heinz Nonnenbruch, Hans-Georg Brinkrolf, Harry Fechner, Walter Oswald – Peter Hillebrandt, Jürgen Klein, Peter Riediger – Heribert Bruchhagen (83. Heinz Rudloff), Peter Füllbier, Wolfgang Rummenigge (83. Eduard Angele) Cheftrainer: Rudi Schlott | | DJK Gütersloh |
| TSV Kücknitz                      | 0:1 Wolfgang Rummenigge (29.) | | DJK Gütersloh |
| TSV Kücknitz                      | Heribert Bruchhagen | | DJK Gütersloh |
| 2. Runde                          | | |               |
| 18. Oktober 1975                  | | |               |
| Ergebnis: 0:1 (0:1)               | | |               |
| Zuschauer: 3.200                  | | |               |
| Schiedsrichter: Hans-Jürgen Kopka | | |               |
| Spielbericht                      | | |               |

| Arminia Bielefeld                                | Arminia Bielefeld | DJK Gütersloh | DJK Gütersloh |
| ------------------------------------------------ | --- | --- | ------------- |
| Arminia Bielefeld                                | \| 3. Runde \| \| 12. Dezember 1975 in Bielefeld (Bielefelder Alm) \| \| Ergebnis: 3:2 (1:1) \| \| Zuschauer: 7.000 \| \| Schiedsrichter: Herbert Lutz \| \| Spielbericht \|                                              | \| 3. Runde \| \| 12. Dezember 1975 in Bielefeld (Bielefelder Alm) \| \| Ergebnis: 3:2 (1:1) \| \| Zuschauer: 7.000 \| \| Schiedsrichter: Herbert Lutz \| \| Spielbericht \| | DJK Gütersloh |
| Arminia Bielefeld                                | Horst Dreher – Wolfgang Berg (46. Ewald Lienen), Jürgen Gelsdorf, Roland Peitsch, Bernd Wehmeyer – Manfred Wolf, Helmut Balke, Jonny Hey, Wolfgang Mittendorf – Peter Schreiner, Günter Srowig Cheftrainer: Erhard Ahmann | Ulrich Granzow – Eduard Angele, Karl-Heinz Nonnenbruch, Hans-Georg Brinkrolf, Harry Fechner, Jürgen Klein (75. Wolfgang Rummenigge) – Walter Oswald, Michael Pyka, Gerd Roggensack – Heinz Rudloff, Heribert Bruchhagen (46. Pedro Milašinčić) Cheftrainer: Karl-Heinz Feldkamp | DJK Gütersloh |
| Arminia Bielefeld                                | 1:1 Jürgen Gelsdorf (38.) 2:1 Jürgen Gelsdorf (51.) 3:1 Roland Peitsch (70. Elfmeter) | 0:1 Walter Oswald (16.) 3:2 Wolfgang Rummenigge (83.) | DJK Gütersloh |
| Arminia Bielefeld                                | Harry Fechner | | DJK Gütersloh |
| 3. Runde                                         | | |               |
| 12. Dezember 1975 in Bielefeld (Bielefelder Alm) | | |               |
| Ergebnis: 3:2 (1:1)                              | | |               |
| Zuschauer: 7.000                                 | | |               |
| Schiedsrichter: Herbert Lutz                     | | |               |
| Spielbericht                                     | | |               |

## Statistiken

### Spielerstatistiken
| Spieler                | Bundesliga | Bundesliga | Bundesliga  | Bundesliga | DFB-Pokal | DFB-Pokal | DFB-Pokal   | DFB-Pokal  | Total    | Total | Total       | Total      |
| Spieler                | Einsätze   | Tore       | Gelbe Karte | Rote Karte | Einsätze  | Tore      | Gelbe Karte | Rote Karte | Einsätze | Tore  | Gelbe Karte | Rote Karte |
| ---------------------- | ---------- | ---------- | ----------- | ---------- | --------- | --------- | ----------- | ---------- | -------- | ----- | ----------- | ---------- |
| Eduard Angele          | 28         | 1          | 4           | 0          | 2         | 0         | 0           | 0          | 30       | 1     | 4           | 0          |
| Hans-Georg Brinkrolf   | 23         | 0          | 0           | 0          | 3         | 0         | 0           | 0          | 26       | 0     | 0           | 0          |
| Heribert Bruchhagen    | 34         | 5          | 6           | 0          | 3         | 0         | 1           | 0          | 37       | 5     | 7           | 0          |
| Harry Fechner          | 30         | 1          | 3           | 0          | 2         | 0         | 1           | 0          | 32       | 1     | 4           | 0          |
| Alois Fortkord         | 17         | 1          | 0           | 0          | 0         | 0         | 0           | 0          | 17       | 1     | 0           | 0          |
| Peter Füllbier         | 18         | 3          | 2           | 0          | 2         | 0         | 0           | 0          | 20       | 3     | 2           | 0          |
| Ulrich Granzow         | 38         | 0          | 0           | 0          | 3         | 0         | 0           | 0          | 41       | 0     | 0           | 0          |
| Wolfgang Grübel        | 6          | 0          | 0           | 0          | 1         | 0         | 0           | 0          | 7        | 0     | 0           | 0          |
| Peter Hillebrandt      | 14         | 0          | 1           | 0          | 1         | 0         | 0           | 0          | 15       | 0     | 1           | 0          |
| Jürgen Klein           | 29         | 2          | 1           | 0          | 3         | 2         | 0           | 0          | 32       | 4     | 1           | 0          |
| Pedro Milašinčić       | 18         | 2          | 1           | 0          | 1         | 0         | 0           | 0          | 19       | 2     | 1           | 0          |
| Karl-Heinz Nonnenbruch | 24         | 3          | 9           | 0          | 3         | 0         | 0           | 0          | 27       | 3     | 9           | 0          |
| Walter Oswald          | 38         | 4          | 5           | 0          | 3         | 1         | 0           | 0          | 41       | 5     | 5           | 0          |
| Michael Piwowarski     | 24         | 0          | 3           | 0          | 1         | 0         | 0           | 0          | 25       | 0     | 3           | 0          |
| Michael Pyka           | 32         | 2          | 6           | 1          | 1         | 0         | 0           | 0          | 33       | 2     | 6           | 1          |
| Peter Riediger         | 14         | 1          | 2           | 0          | 2         | 0         | 0           | 0          | 16       | 1     | 2           | 0          |
| Gerd Roggensack        | 24         | 5          | 2           | 0          | 1         | 0         | 0           | 0          | 25       | 5     | 2           | 0          |
| Norbert Röwekamp       | 7          | 0          | 0           | 0          | 1         | 0         | 0           | 0          | 8        | 0     | 0           | 0          |
| Heinz Rudloff          | 31         | 13         | 2           | 0          | 3         | 0         | 0           | 0          | 34       | 13    | 2           | 0          |
| Wolfgang Rummenigge    | 31         | 9          | 1           | 0          | 2         | 2         | 0           | 0          | 33       | 11    | 1           | 0          |
| Dietmar Wiese          | 1          | 0          | 0           | 0          | 0         | 0         | 0           | 0          | 1        | 0     | 0           | 0          |

### 2. Bundesliga-Zuschauerzahlen
| Heidewaldstadion  | 12.500 | 65.100 | 3.426 | 27,41 % | 1/19 | nicht vorhanden | Adidas |
| Stand: Saisonende |        |        |       |         |      |                 |        |